# 韦茅斯-波特兰

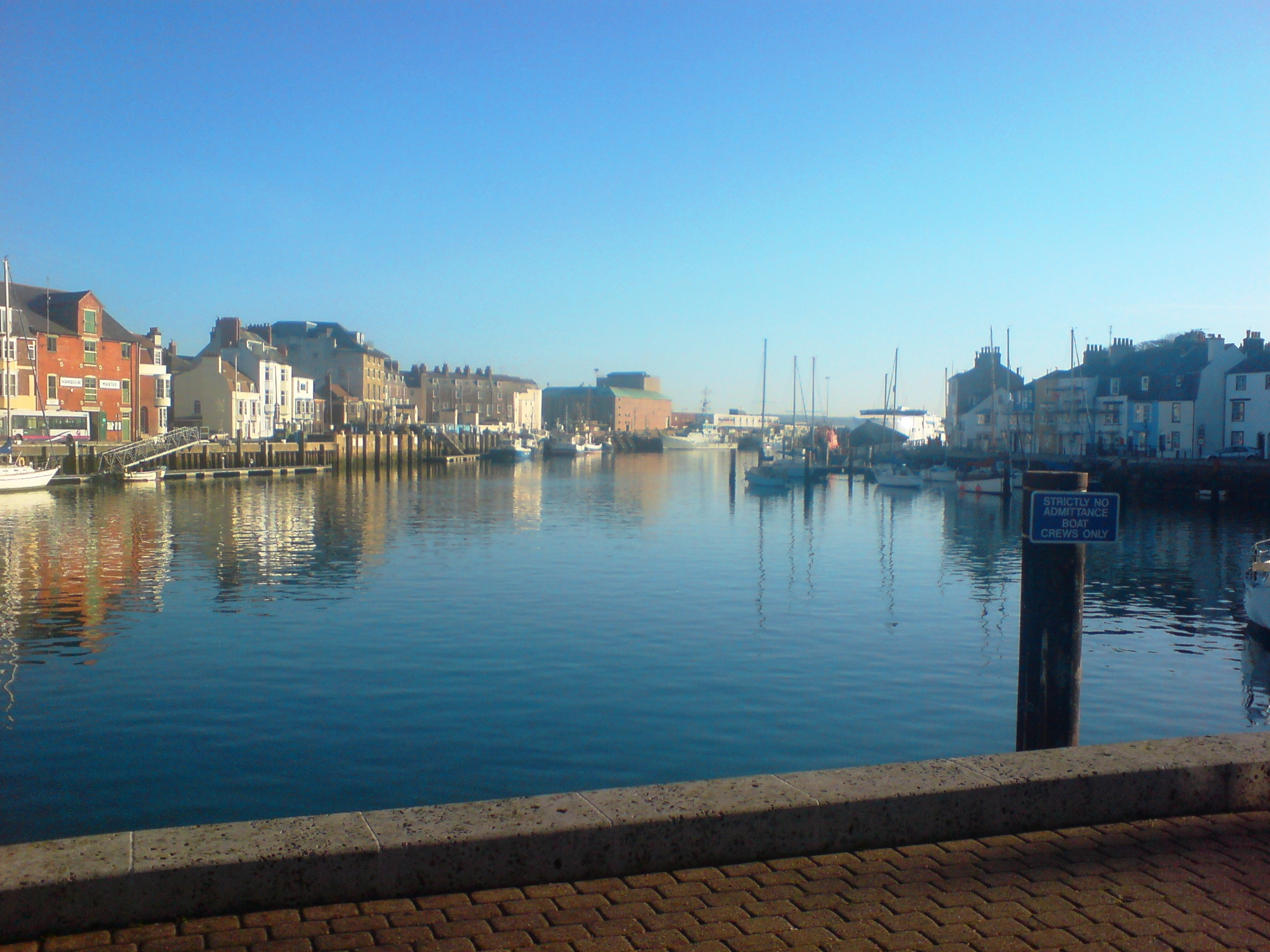
韦茅斯的海港

韦茅斯-波特兰(英語：Weymouth and Portland)是英格兰多塞特郡下的一个自治非都市区，由韦茅斯和波特兰组成。
韦茅斯-波特兰地区于1974年4月1日成立。市长是保守党的蒂姆·蒙罗(Tim Munro)，副市长是工党的安·肯伍德（Anne Kenwood）。全市分为15个区，12个位于韦茅斯，3个位于波特兰。选举每4年进行一次。